# Kerivoula kachinensis
Kerivoula kachinensis é uma espécie de morcego da família Vespertilionidae. Pode ser encontrado na Mianmar, Tailândia, Laos e Vietnã.